# Vida Brest
Vida Brest   (Šentrupert, 21 de juliol de 1925 - Golnik, 10 de novembre de 1985) nom de ploma de Majda Peterlin va ser una poetessa, escriptora, periodista i mestra iugoslava, coneguda per la seva ficció juvenil, sovint basada en les seves experiències pròpies com a jove partisana durant la Segona Guerra Mundial.

## Biografia
Brest va néixer a Šentrupert, a la Baixa Carniola, l'any 1925. Quan tenia 17 anys es va unir al moviment de resistència i després del final de la Segona Guerra Mundial va esdevenir una periodista i mestra. Més tard es va dedicar a escriptura, sent la seva inspiració principal les seves experiències pròpies durant la guerra, però també va escriure contes de fantasia i històries per a nens. Des d'una edat molt primerenca també va escriure poesia, amb els seus primers poemes que són publicats per la premsa partisana durant la guerra. Una selecció dels seus poemes millors va ser publicada de manera pòstuma l'any 1995, seleccionats i editats per Ivan Minatti.
Va guanyar el Premi Levstik el 1984 pel seu llibre d'històries de la resistència anomenat Majhen človek na veliki poti (Un Home Petit en un Gran Camí).

## Obra publicada

### Poesia
- 16 pesmi Vide Brest (16 Poemes de Vida Brest), 1944
- Pesmi (Poemes), 1947
- Mihčeve pesmi (Poemes del Petit Miha), 1951
- Teci, teci, soncu reci (Corre, Corre, Digue-li al Sol), 1986
- Tiho, tiho srce (Cor Silenciós, Silenciós), (seleccionat i editat per Ivan Minatti), 1995

### Prosa
- Pravljica o mali Marjetici, zajčku, medvedu en zlati pomladi (La Història de la Petita Margaret, el Conillet, l'Osset, i la Primavera Daurada), 1951,1958
- Ptice in grm (Els Ocells i l'Arbust), 1955, 1961
- Orehovo leto (L'Any de la Nou), 1955, 1972
- Popotovanje v Tunizijo (Un Viatge a Tunísia), 1967
- Veliki čarovnik Ujtata (El Bruixot Gran Ujtata), 1974
- Prodajamo za gumbe (Venem Botons), 1976
- Majhen človek na veliki poti (Un Home Petit en Gran Camí), 1983
- Mala Marjetica in gozdni mož (La Petita Margaret i l'Home del Bosc), 1985
- Teci, teci, soncu reci (Corre, Corre, Digue-li al Sol), (seleccionat i editat per Niko Grafenauer), 1986